# Salvador Farfán
Salvador Farfán (22 de juny de 1932) és un exfutbolista mexicà.

## Selecció de Mèxic
Va formar part de l'equip mexicà a la Copa del Món de 1962.